# 15-та армія (СРСР)
П'ятна́дцята а́рмія (15 А) — загальновійськова армія, що існувала з перервами в лавах Збройних сил СРСР з лютого 1940 по 1957 роки.

## Командування

### Командувачі
1-ше формування
- командарм 2 рангу Ковальов М.П. (12 — 25 лютого 1940);
- командарм 2 рангу Курдюмов В.М. (25 лютого — 28 березня 1940);

2-ге формування
- генерал-майор Черемисов Л. Г. (липень 1940 — листопад 1941);
- генерал-майор Саввушкин М. С. (листопад 1941 — жовтень 1942);
- генерал-майор, з вересня 1944 генерал-лейтенант Мамонов С. К. (жовтень 1942 — до кінця війни).